# Giuseppe Arcimboldo

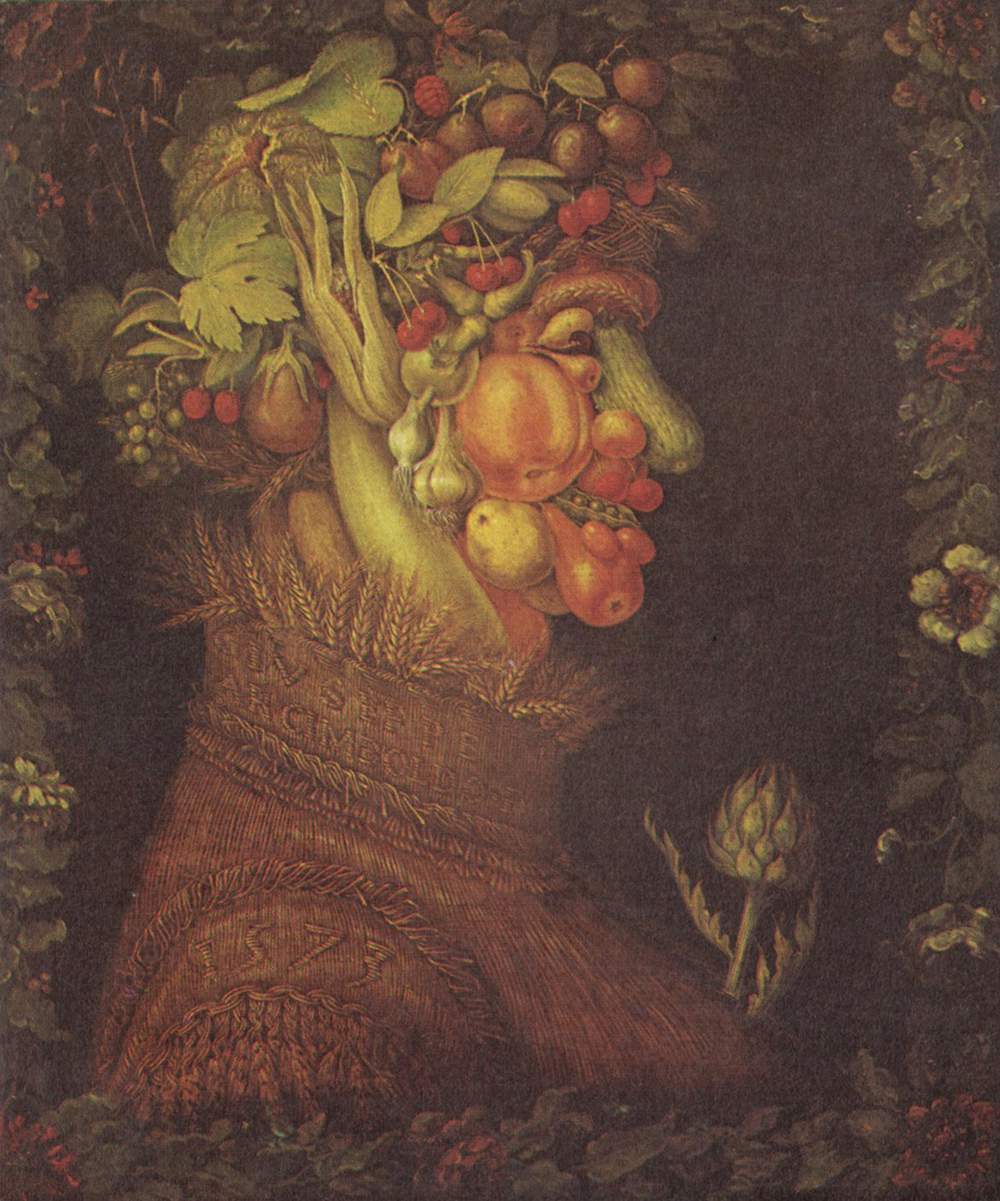
Giuseppe Arcimboldo, Lato

Giuseppe Arcimboldo lub Arcimboldi (ur. 1527 w Mediolanie, zm. 11 lipca 1593 tamże) – włoski malarz okresu manieryzmu.
Tworzył na dworach w Pradze, Wiedniu i Mediolanie.
Był malarzem tworzącym w oryginalny i ekscentryczny sposób portrety i kompozycje figuralne o treści rodzajowej lub alegorycznej, na które składały się elementy martwej natury, ułożone w obraz twarzy lub sceny.
Giuseppe Arcimboldo może być uważany za pre-surrealistę, z którego inspirację czerpał między innymi Salvador Dalí.

## Obrazy artysty
- Wiosna – 1563, olej na desce, 66 × 50 cm, Królewska Akademia Sztuk Pięknych św. Ferdynanda; druga, późniejsza wersja: 1573, olej na desce, 76 × 63,5 cm, Luwr
- Lato – 1563, olej na desce, 67 × 50,8 cm, Muzeum Historii Sztuki w Wiedniu; druga, późniejsza wersja: 1573, olej na desce, 76 × 63,5 cm, Luwr
- Zima – 1563, olej na desce, 66,6 × 50,5 cm, Muzeum Historii Sztuki w Wiedniu; druga, późniejsza wersja: 1573, olej na desce, 76 × 63,5 cm, Luwr
- Jesień – 1573, olej na desce,76 × 63,5 cm, Luwr
- Cesarz Rudolf II Habsburg jako Wertumnus – 1590 – 1591, obraz w zbiorach zamku Skokloster[1],
- Bibliotekarz – obraz w zbiorach zamku Skokloster, poddany renowacji w 2014[2], prawdopodobnie portret Wolfganga Laziusa[3]
- Ogrodnik – obraz w zbiorach muzeum Ala Ponzone w Cremonie[4]
- Cztery pory roku w jednej głowie – 1590, olej na desce, 60,4 × 44,7 cm, obraz w zbiorach National Gallery of Art.[5]